# Colondannes
Colondannes est une commune française située dans le département de la Creuse en région Nouvelle-Aquitaine.

## Géographie

### Généralités
Dans le quart nord-ouest du département de la Creuse, la commune de Colondannes s'étend sur 10,70 km2. Elle est traversée du sud-est au nord-est sur trois kilomètres par un affluent de rive droite de la Sédelle, la Brézentine. Autre affluent de rive droite de la Sédelle, la Cazine borde l'ouest de la commune sur cinq kilomètres et demi face à Naillat puis Saint-Léger-Bridereix.
L'altitude minimale avec 283 mètres se trouve localisée à l'extrême nord-ouest, là où la Cazine quitte la commune et sert de limite entre Saint-Léger-Bridereix et Sagnat. L'altitude maximale avec 431 mètres est située dans le sud, au sud-sud-ouest du lieu-dit le Petit Bougoueix.
À l'intersection des routes départementales (RD) 14, 49 et 951, le bourg de Colondannes est situé, en distances orthodromiques, onze kilomètres au nord-est du centre-ville de La Souterraine et vingt-quatre kilomètres à l'ouest-nord-ouest du centre-ville de Guéret, la préfecture.
Le territoire communal est également desservi à l'ouest par la RD 15 et au nord-ouest sur près de 200 mètres par la RD 46.

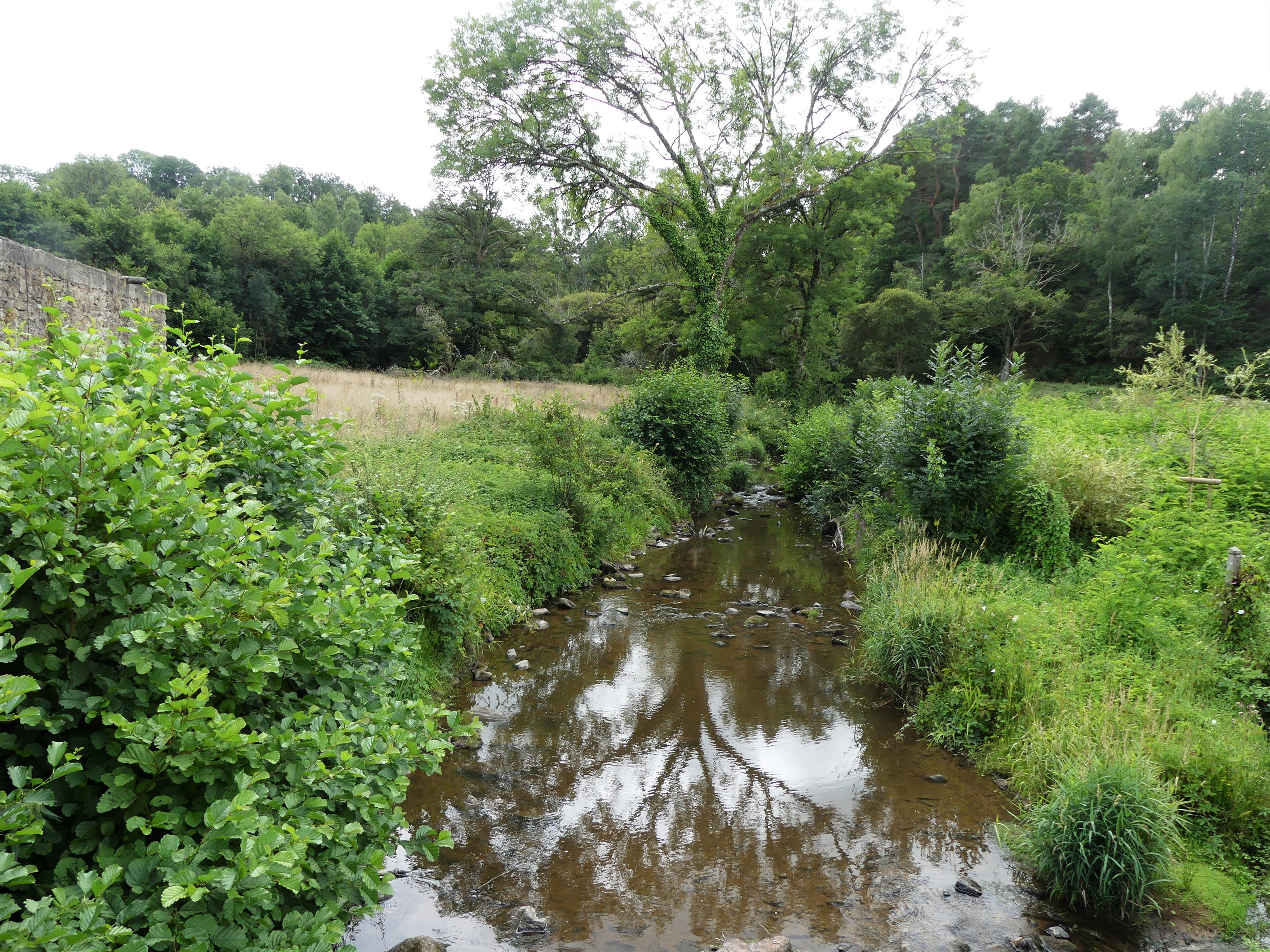
La Brézentine au lieu-dit-le Cros.
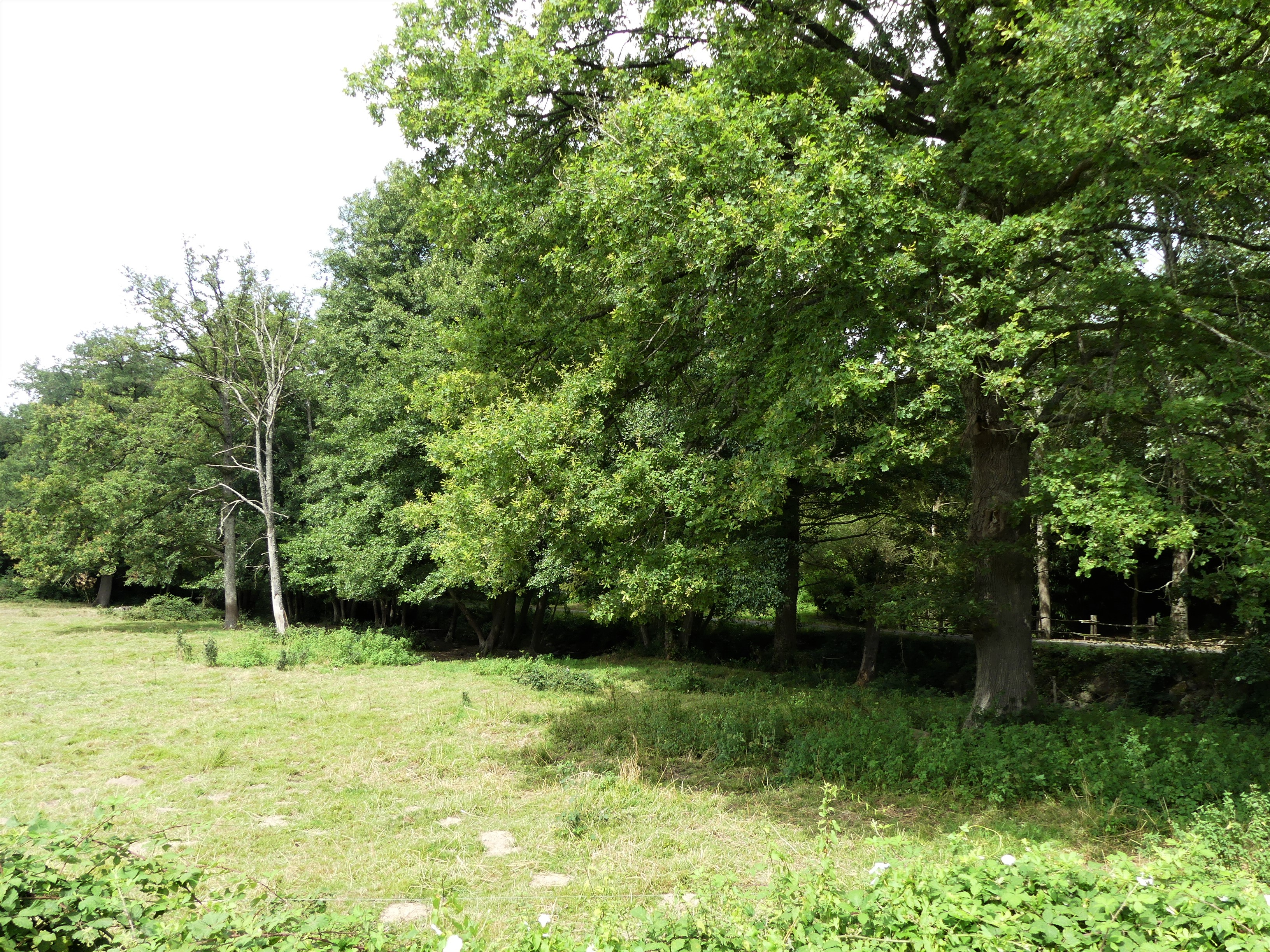
La vallée de la Brézentine au lieu-dit la Villatte.
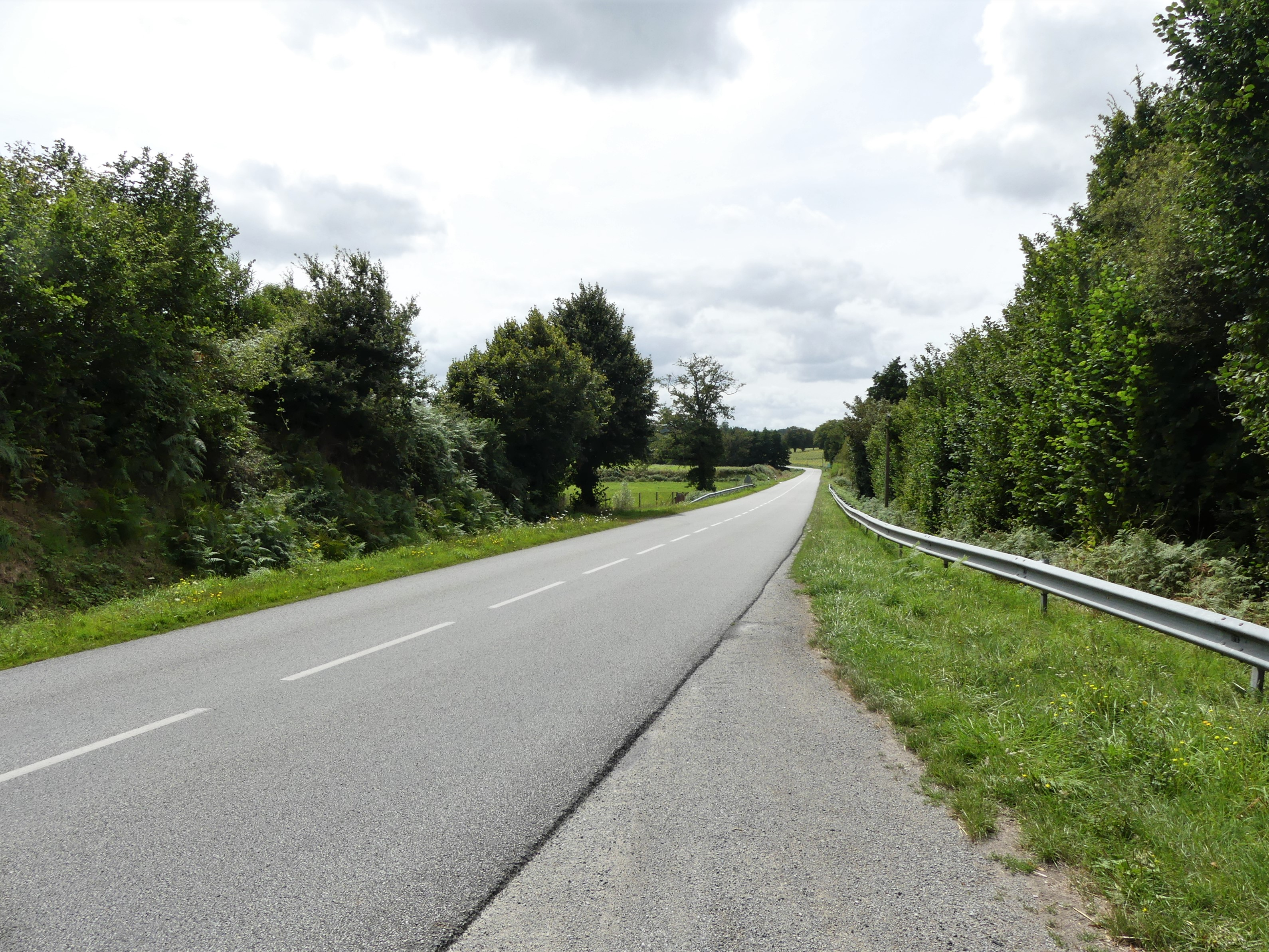
La route départementale 951 au lieu-dit les Soches.

### Communes limitrophes
Colondannes est limitrophe de quatre autres communes. Au nord-ouest, le territoire de Saint-Germain-Beaupré est distant d'environ 150 mètres.
|                       | Sagnat      | Dun-le-Palestel |
| Saint-Léger-Bridereix | Colondannes |                 |
|                       | Naillat     |                 |

### Climat
Pour des articles plus généraux, voir Climat de la Nouvelle-Aquitaine et Climat de la Creuse.
Historiquement, la commune est dans une zone de transition entre le climat océanique limousin et le climat montagnard.  
En 2020, Météo-France publie une typologie des climats de la France métropolitaine dans laquelle la commune est dans une zone de transition entre le climat océanique altéré et le climat de montagne et est dans la région climatique  Ouest et nord-ouest du Massif Central, caractérisée par une pluviométrie annuelle de 900 à 1 500 mm, maximale en automne et en hiver.
Pour la période 1971-2000, la température annuelle moyenne est de 10,7 °C, avec  une amplitude thermique annuelle de 15,1 °C. Le cumul annuel moyen de précipitations est de 955 mm, avec 12,7 jours de précipitations en janvier et 7,9 jours en juillet. Pour la période 1991-2020, la température moyenne annuelle observée sur la station météorologique la plus proche, située sur la commune de Dun-le-Palestel à 4,71 km à vol d'oiseau, est de 0,0 °C et le cumul annuel moyen de précipitations est de 0,0 mm,. Pour l'avenir, les paramètres climatiques de la commune estimés pour 2050 selon différents scénarios d’émission de gaz à effet de serre sont consultables sur un site dédié publié par Météo-France en novembre 2022.

### Milieux naturels et biodiversité

#### Espaces protégés
La protection réglementaire est le mode d’intervention le plus fort pour préserver des espaces naturels remarquables et leur biodiversité associée,.
Gérée par le Conservatoire d'espaces naturels de Nouvelle-Aquitaine, il existe une aire protégée sur le territoire communal : « les combes de la Cazine - parcelle en maitrise d'usage », ; cette aire qui s'étend sur 16,21 hectares est partagée avec les communes de Naillat et Saint-Léger-Bridereix.

#### Réseau Natura 2000
Le réseau Natura 2000 est un réseau écologique européen de sites naturels d'intérêt écologique élaboré à partir des directives habitats et oiseaux, constitué de zones spéciales de conservation (ZSC) et de zones de protection spéciale (ZPS).
Aucun site Natura 2000 n'a été défini sur la commune.

#### Zones naturelles d'intérêt écologique, faunistique et floristique
L'inventaire des zones naturelles d'intérêt écologique, faunistique et floristique (ZNIEFF) a pour objectif de réaliser une couverture des zones les plus intéressantes sur le plan écologique, essentiellement dans la perspective d’améliorer la connaissance du patrimoine naturel national et de fournir aux différents décideurs un outil d’aide à la prise en compte de l’environnement dans l’aménagement du territoire.
En 2023, une ZNIEFF est recensée sur la commune d’après l'INPN.
Le site « combes de la Cazine » est une ZNIEFF de type 1, qui s'étend sur 72 hectares, répartie entre les territoires de Colondannes (44 %), Naillat (35 %) et Saint-Léger-Bridereix (21 %),.
Cette zone présente une diversité biologique intéressante avec 44 espèces animales recensées dont huit sont déterminantes (trois insectes, deux mammifères, un oiseau et deux poissons), ainsi que 17 espèces de plantes phanérogames dont sept déterminantes.

Les combes de la Cazine en limite de Saint-Léger-Bridereix et Colondannes.
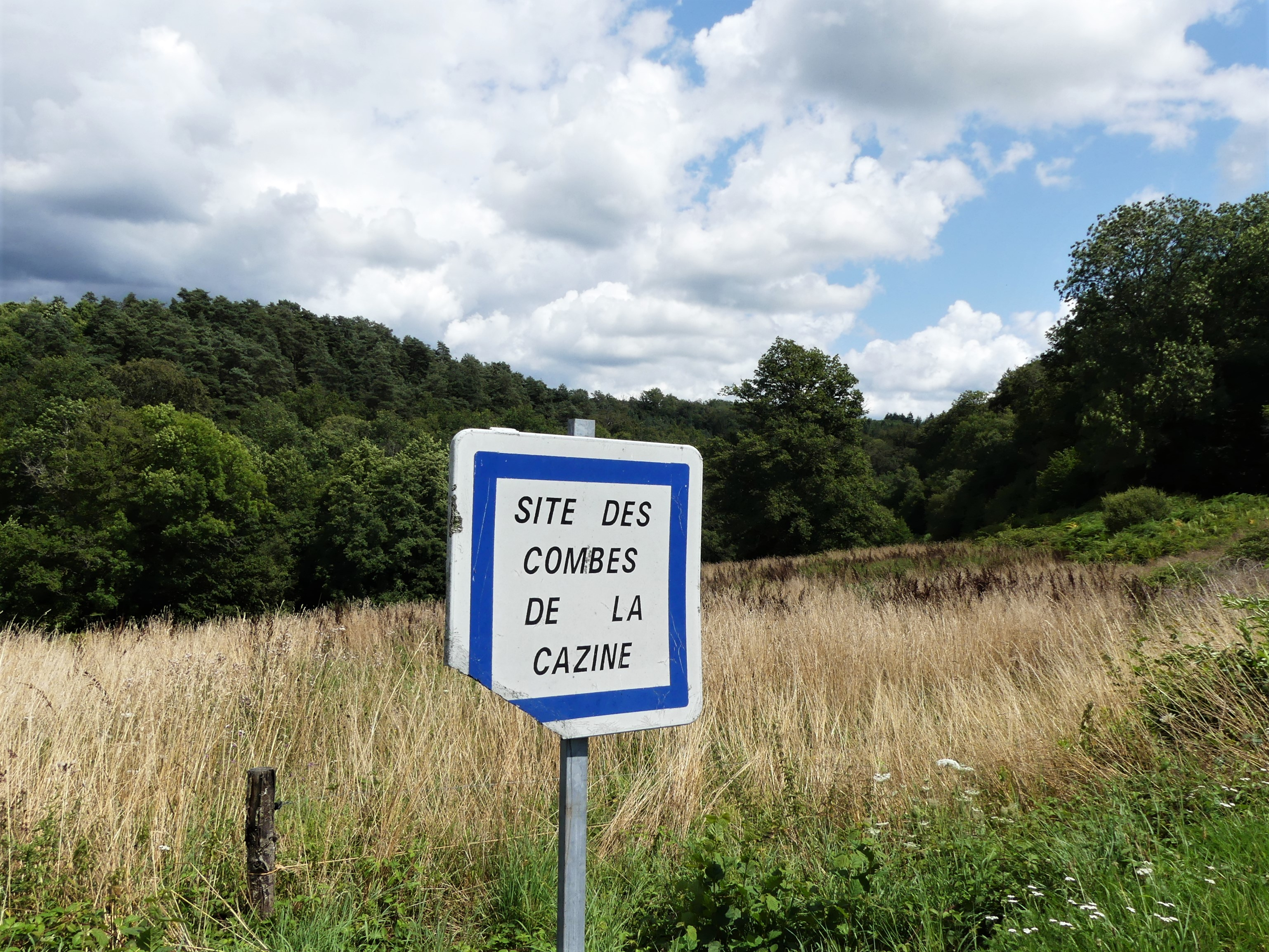
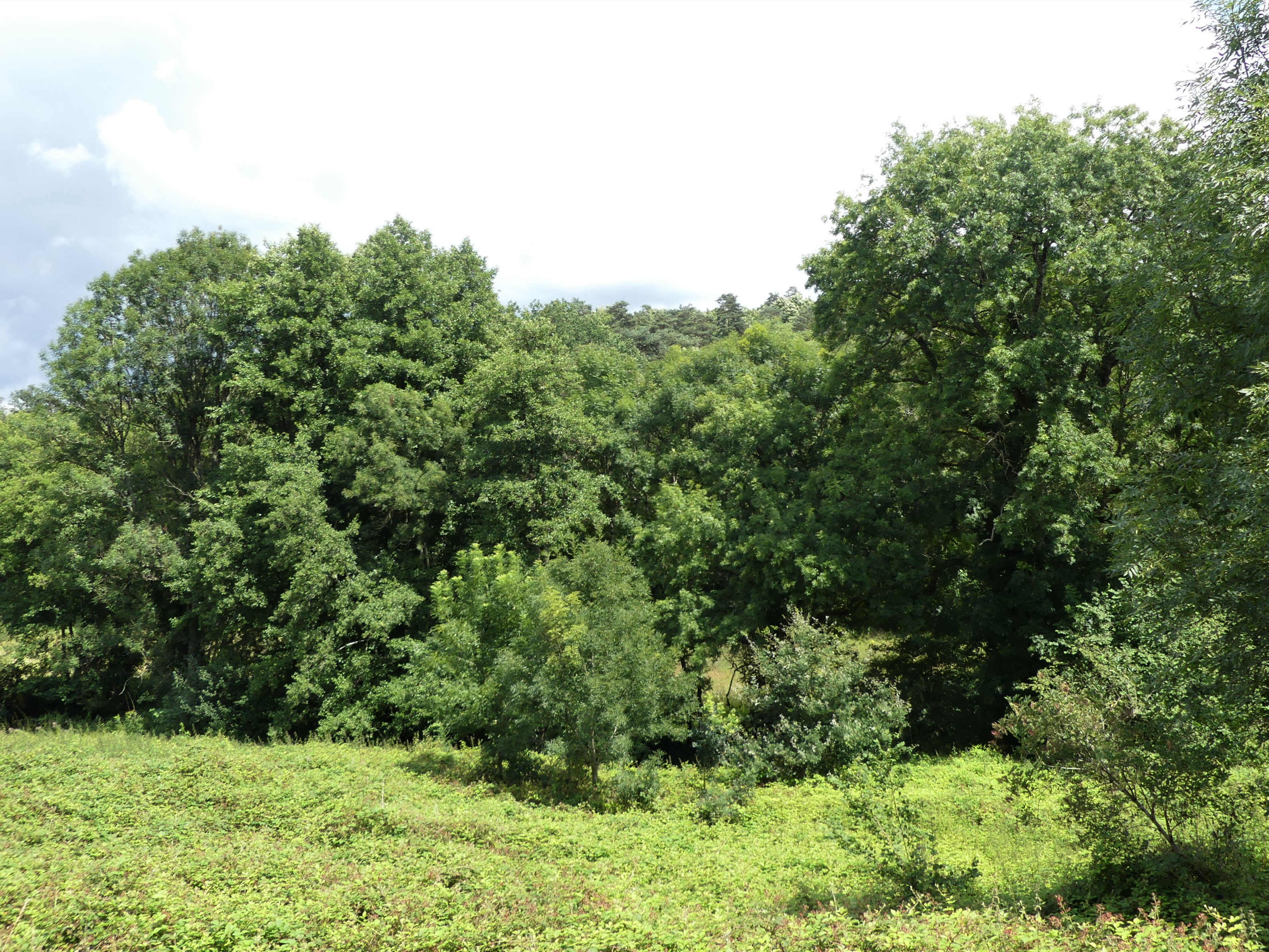
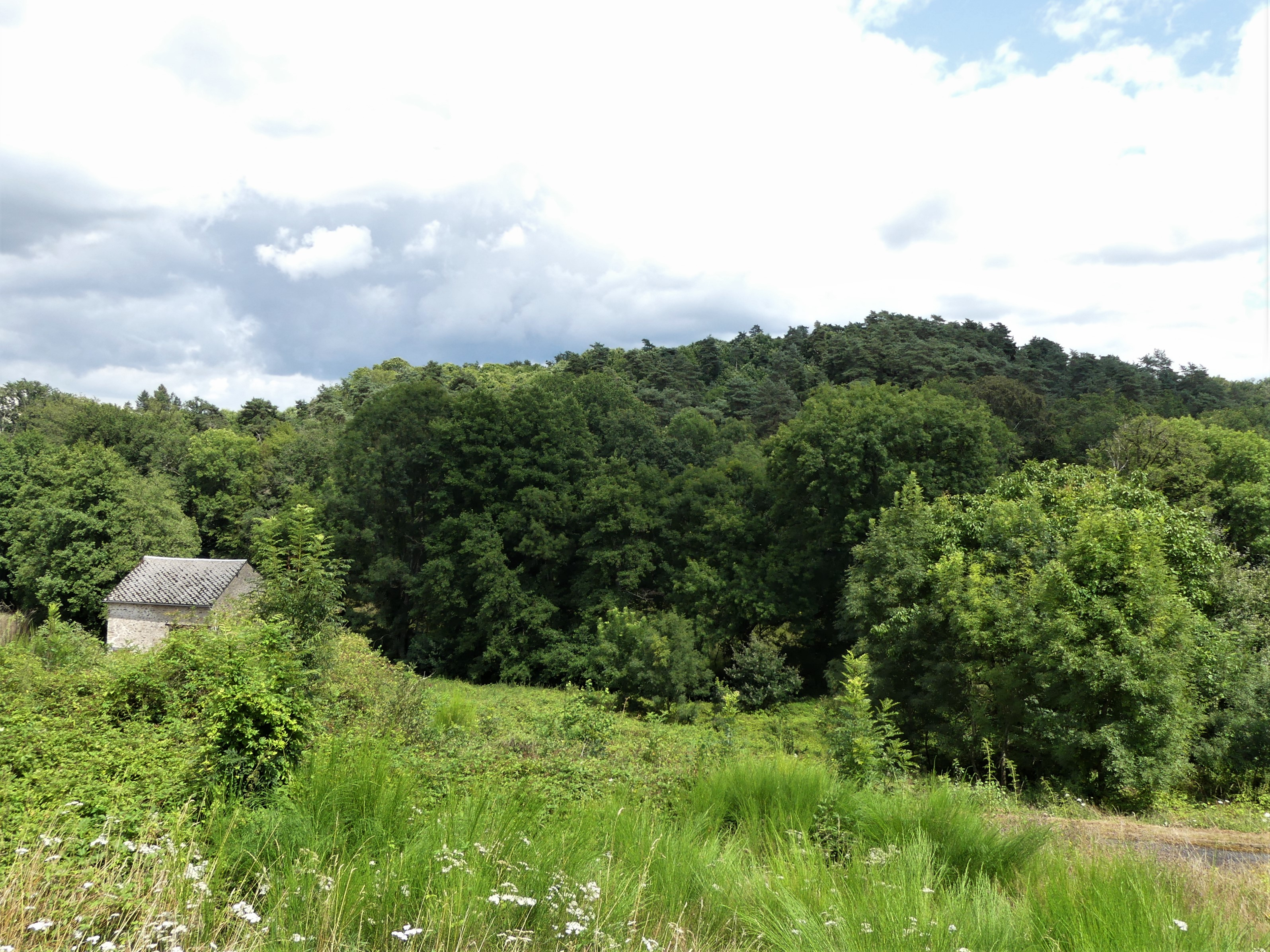
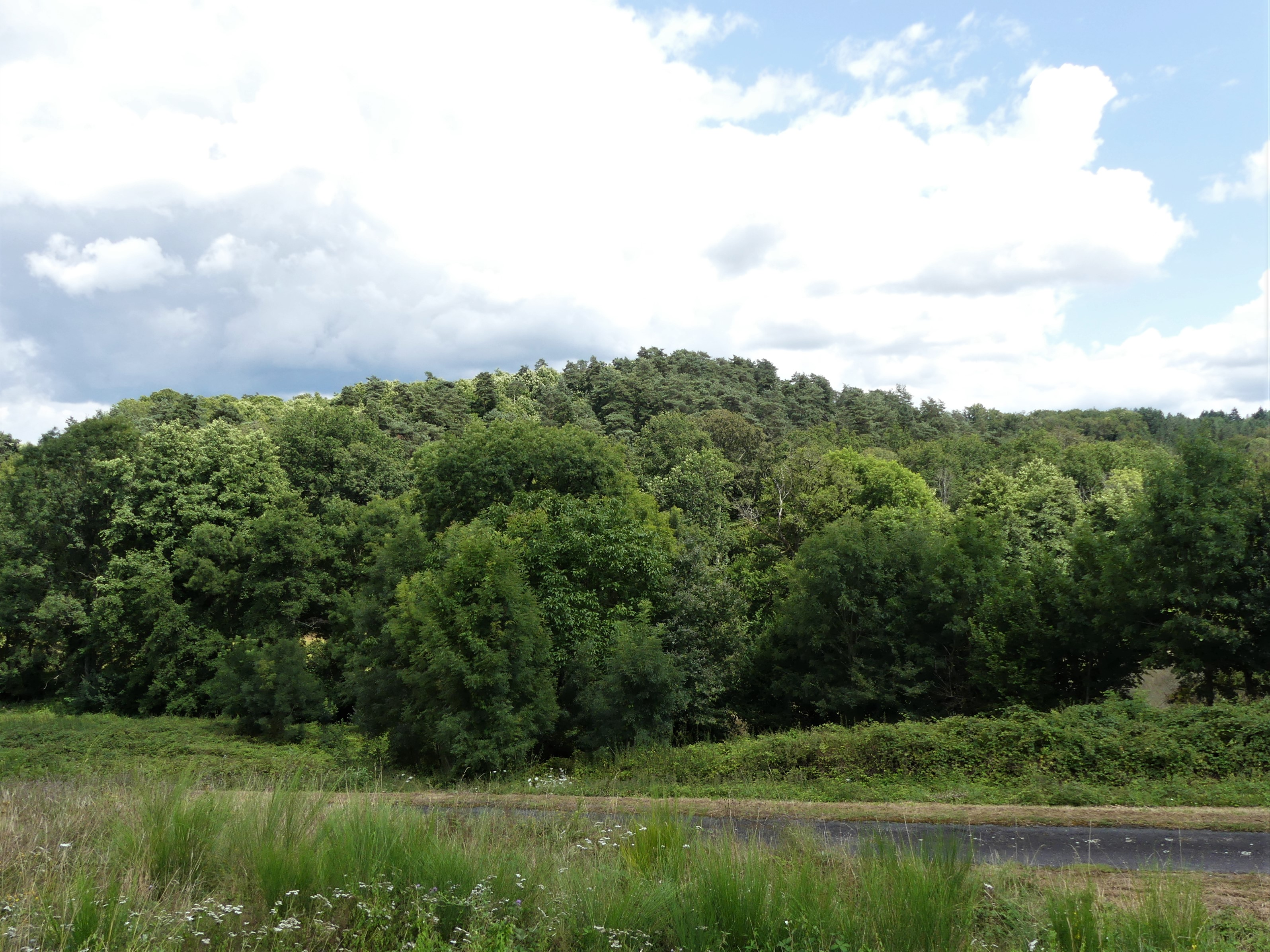

## Urbanisme

### Typologie
Au 1er janvier 2024, Colondannes est catégorisée commune rurale à habitat dispersé, selon la nouvelle grille communale de densité à 7 niveaux définie par l'Insee en 2022.
Elle est située hors unité urbaine et hors attraction des villes,.

### Occupation des sols
L'occupation des sols de la commune, telle qu'elle ressort de la base de données européenne d’occupation biophysique des sols Corine Land Cover (CLC), est marquée par l'importance des territoires agricoles (83,4 % en 2018), une proportion identique à celle de 1990 (83,4 %). La répartition détaillée en 2018 est la suivante : 
zones agricoles hétérogènes (43,3 %), prairies (40 %), forêts (13,4 %), zones urbanisées (3,2 %), terres arables (0,1 %). L'évolution de l’occupation des sols de la commune et de ses infrastructures peut être observée sur les différentes représentations cartographiques du territoire : la carte de Cassini (XVIIIe siècle), la carte d'état-major (1820-1866) et les cartes ou photos aériennes de l'IGN pour la période actuelle (1950 à aujourd'hui).

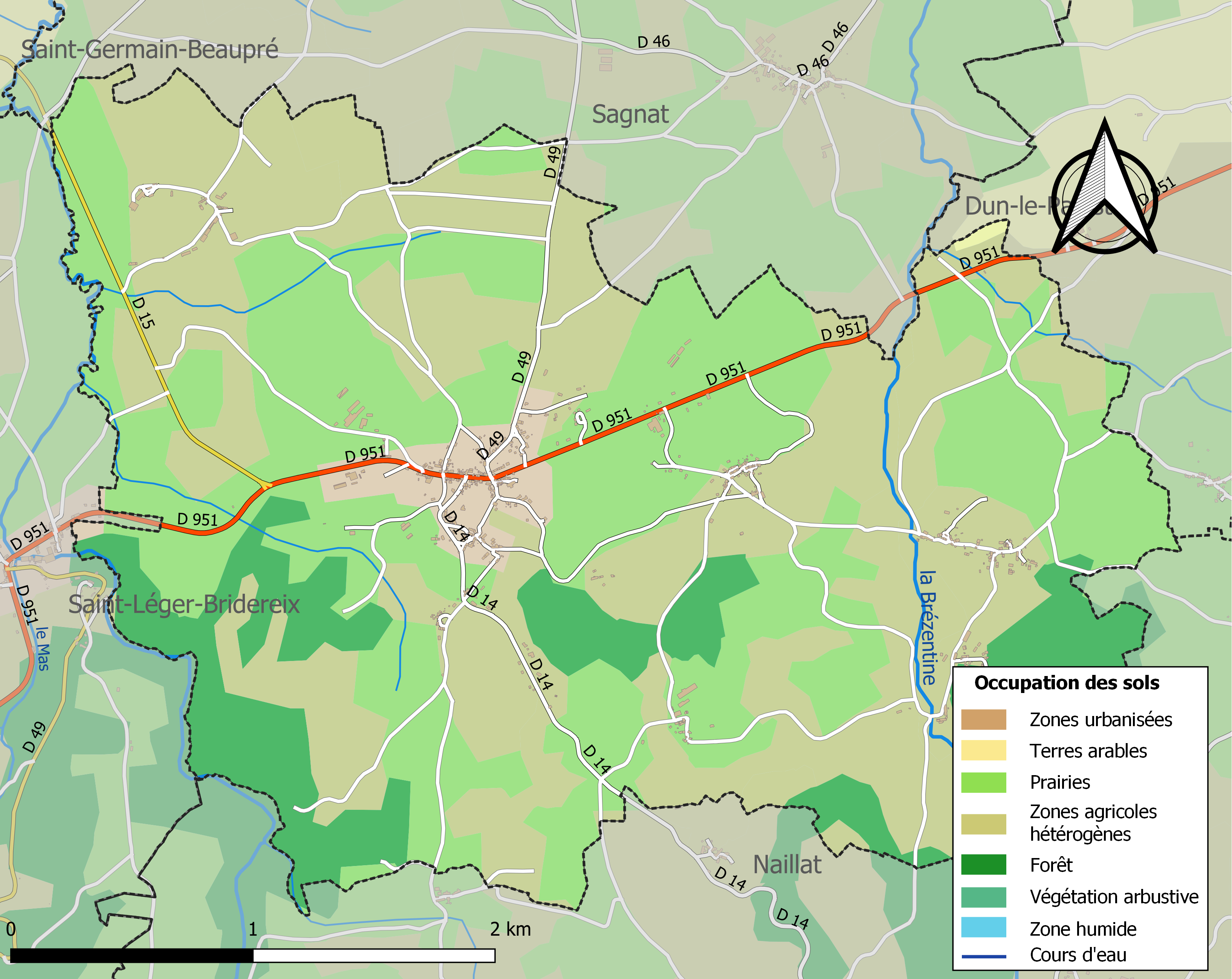
Carte des infrastructures et de l'occupation des sols de la commune en 2018 (CLC).

### Villages, hameaux et lieux-dits
Outre le bourg de Colondannes proprement dit, le territoire communal se compose d'autres villages ou hameaux, ainsi que de lieux-dits :
- Bois du Ris
- les Bordes
- les Combes
- Coudert
- la Couture
- le Cros
- les Gardes
- la Garenne
- les Graudiers
- Les Malognes
- Pertu
- le Petit Bougoueix
- le Peu Saint
- Pierres Aubes
- Planterre
- le Ris
- la Roche Mangeon
- les Roussilles
- les Soches
- le Taillis
- les Termes
- la Villatte.

### Transports en commun
- Réseau TransCreuse

### Risques majeurs
Le territoire de la commune de Colondannes est vulnérable à différents aléas naturels : météorologiques (tempête, orage, neige, grand froid, canicule ou sécheresse) et séisme (sismicité faible). Il est également exposé à un risque particulier : le risque de radon. Un site publié par le BRGM permet d'évaluer simplement et rapidement les risques d'un bien localisé soit par son adresse soit par le numéro de sa parcelle.

#### Risques naturels

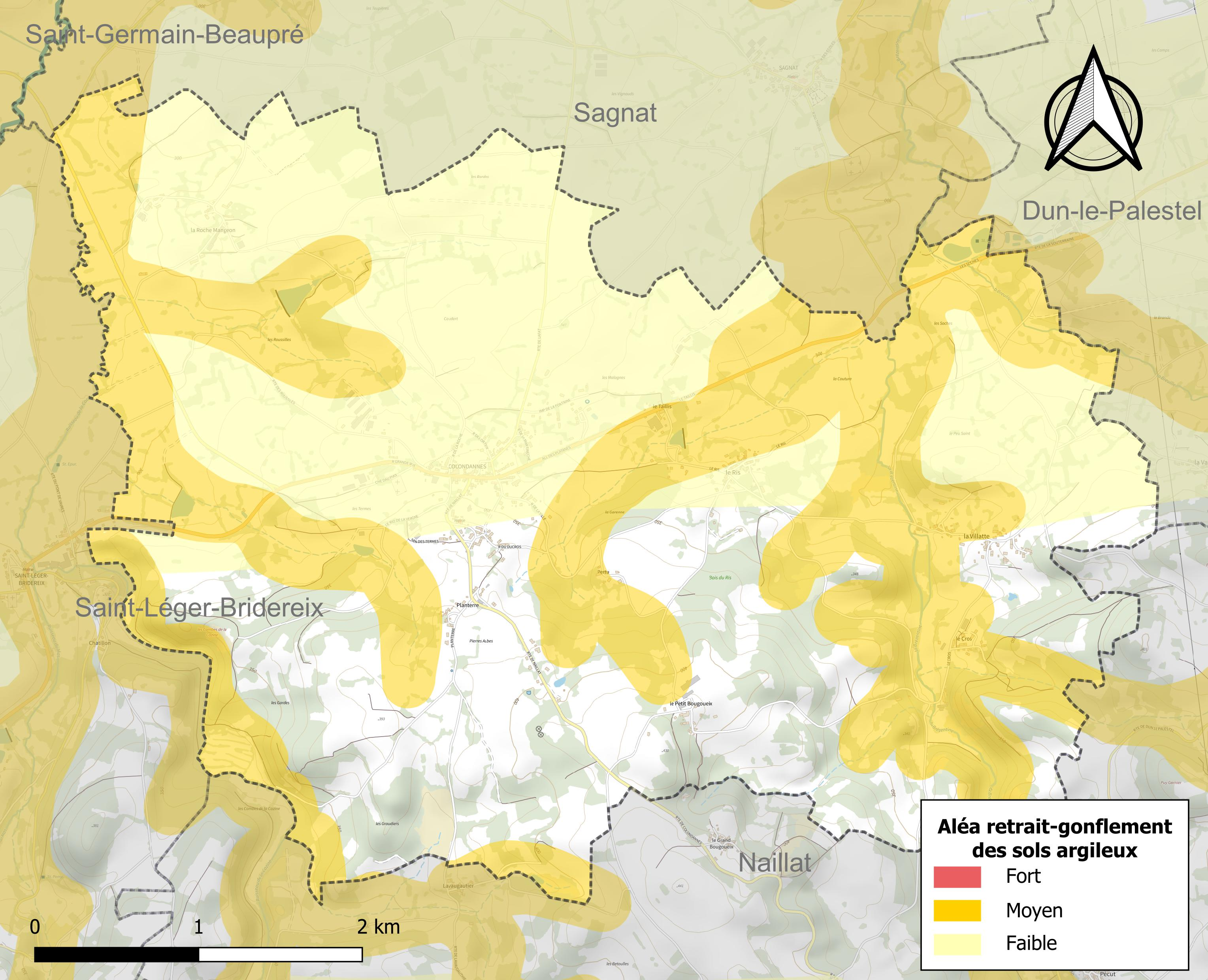
Carte des zones d'aléa retrait-gonflement des sols argileux de Colondannes.

Le retrait-gonflement des sols argileux est susceptible d'engendrer des dommages importants aux bâtiments en cas d’alternance de périodes de sécheresse et de pluie. 39,1 % de la superficie communale est en aléa moyen ou fort (33,6 % au niveau départemental et 48,5 % au niveau national). Sur les 232 bâtiments dénombrés sur la commune en 2019, 46 sont en aléa moyen ou fort, soit 20 %, à comparer aux 25 % au niveau départemental et 54 % au niveau national. Une cartographie de l'exposition du territoire national au retrait gonflement des sols argileux est disponible sur le site du BRGM,.
Par ailleurs, afin de mieux appréhender le risque d’affaissement de terrain, l'inventaire national des cavités souterraines permet de localiser celles situées sur la commune.
La commune a été reconnue en état de catastrophe naturelle au titre des dommages causés par les inondations et coulées de boue survenues en 1982 et 1999. Concernant les mouvements de terrains, la commune a été reconnue en état de catastrophe naturelle au titre des dommages causés par des mouvements de terrain en 1999.

#### Risque particulier
Dans plusieurs parties du territoire national, le radon, accumulé dans certains logements ou autres locaux, peut constituer une source significative d’exposition de la population aux rayonnements ionisants. Certaines communes du département sont concernées par le risque radon à un niveau plus ou moins élevé. Selon la classification de 2018, la commune de Colondannes est classée en zone 3, à savoir zone à potentiel radon significatif.

## Toponymie
En occitan marchois, la commune porte le nom de Colonzanes.

## Histoire
La commune, appelée dans un premier temps Collondanne, est née dans les premières années de la Révolution française.

## Politique et administration

### Liste des maires

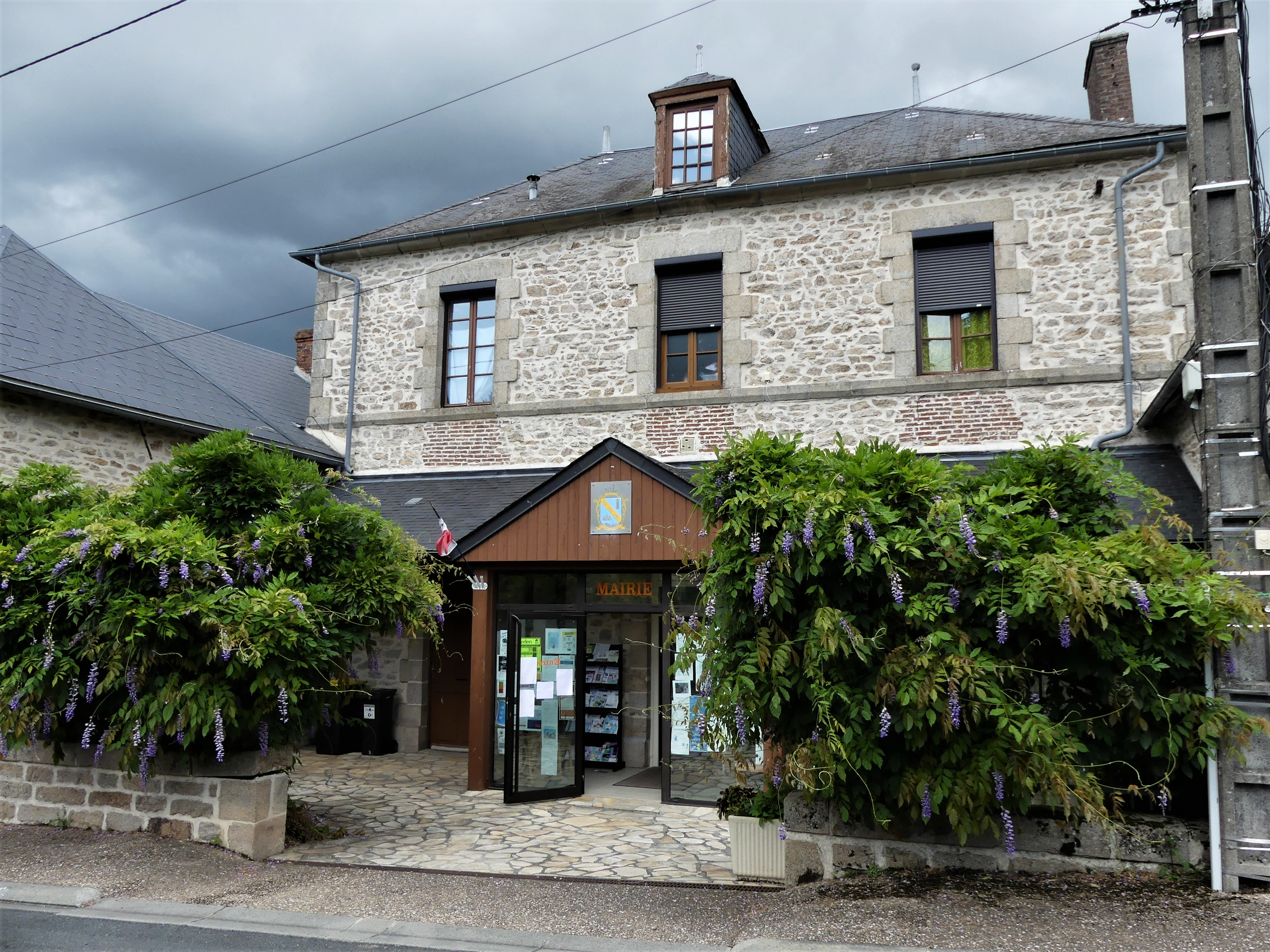
La mairie en 2023.

| Période                                  | Période      | Identité         | Étiquette | Qualité     |
| ---------------------------------------- | ------------ | ---------------- | --------- | ----------- |
| Les données manquantes sont à compléter. |              |                  |           |             |
|                                          |              |                  |           |             |
| mars 2001                                | juillet 2008 | Lucien Chaput    | DVD       |             |
| juillet 2008                             | octobre 2008 | André Chacornac  |           |             |
| novembre 2008                            | mai 2020     | Valérie Caboche  | DVD       | Commerçante |
| mai 2020                                 | En cours     | François Parbaud | RN        |             |

## Population et société

### Démographie
L'évolution du nombre d'habitants est connue à travers les recensements de la population effectués dans la commune depuis 1793. Pour les communes de moins de 10 000 habitants, une enquête de recensement portant sur toute la population est réalisée tous les cinq ans, les populations de référence des années intermédiaires étant quant à elles estimées par interpolation ou extrapolation. Pour la commune, le premier recensement exhaustif entrant dans le cadre du nouveau dispositif a été réalisé en 2005.

En 2022, la commune comptait 288 habitants, en évolution de +7,87 % par rapport à 2016 (Creuse : −3,32 %, France hors Mayotte : +2,11 %).
| 1793 | 1800 | 1806 | 1821 | 1831 | 1836 | 1841 | 1846 | 1851 |
| ---- | ---- | ---- | ---- | ---- | ---- | ---- | ---- | ---- |
| 520  | 465  | 562  | 515  | 617  | 642  | 678  | 657  | 674  |

| 1856 | 1861 | 1866 | 1872 | 1876 | 1881 | 1886 | 1891 | 1896 |
| ---- | ---- | ---- | ---- | ---- | ---- | ---- | ---- | ---- |
| 663  | 622  | 620  | 624  | 608  | 643  | 665  | 601  | 649  |

| 1901 | 1906 | 1911 | 1921 | 1926 | 1931 | 1936 | 1946 | 1954 |
| ---- | ---- | ---- | ---- | ---- | ---- | ---- | ---- | ---- |
| 619  | 650  | 612  | 558  | 550  | 512  | 509  | 460  | 410  |

| 1962 | 1968 | 1975 | 1982 | 1990 | 1999 | 2005 | 2006 | 2010 |
| ---- | ---- | ---- | ---- | ---- | ---- | ---- | ---- | ---- |
| 416  | 376  | 342  | 335  | 347  | 305  | 311  | 315  | 271  |

| 2015 | 2020 | 2022 | - | - | - | - | - | - |
| ---- | ---- | ---- | - | - | - | - | - | - |
| 269  | 277  | 288  | - | - | - | - | - | - |

Après avoir pendant 80 ans, de 1831 à 1911, maintenu une population à plus de 600 habitants (maximum 678 en 1841), la population a ensuite fortement baissé, passant en dessous de 300 habitants à partir des années 2010.

## Culture locale et patrimoine

### Lieux et monuments
- Les combes de la Cazine[17].
- L'église Saint-Rémi de Colondannes[35]. Elle est mentionnée vers 1080 dans une donation à l'abbaye de Bénévent[36].
- Le monument aux morts.
- Le presbytère avec sa tour carrée[36].
- La fontaine de Saint-Rémi.
- Le travail à ferrer.

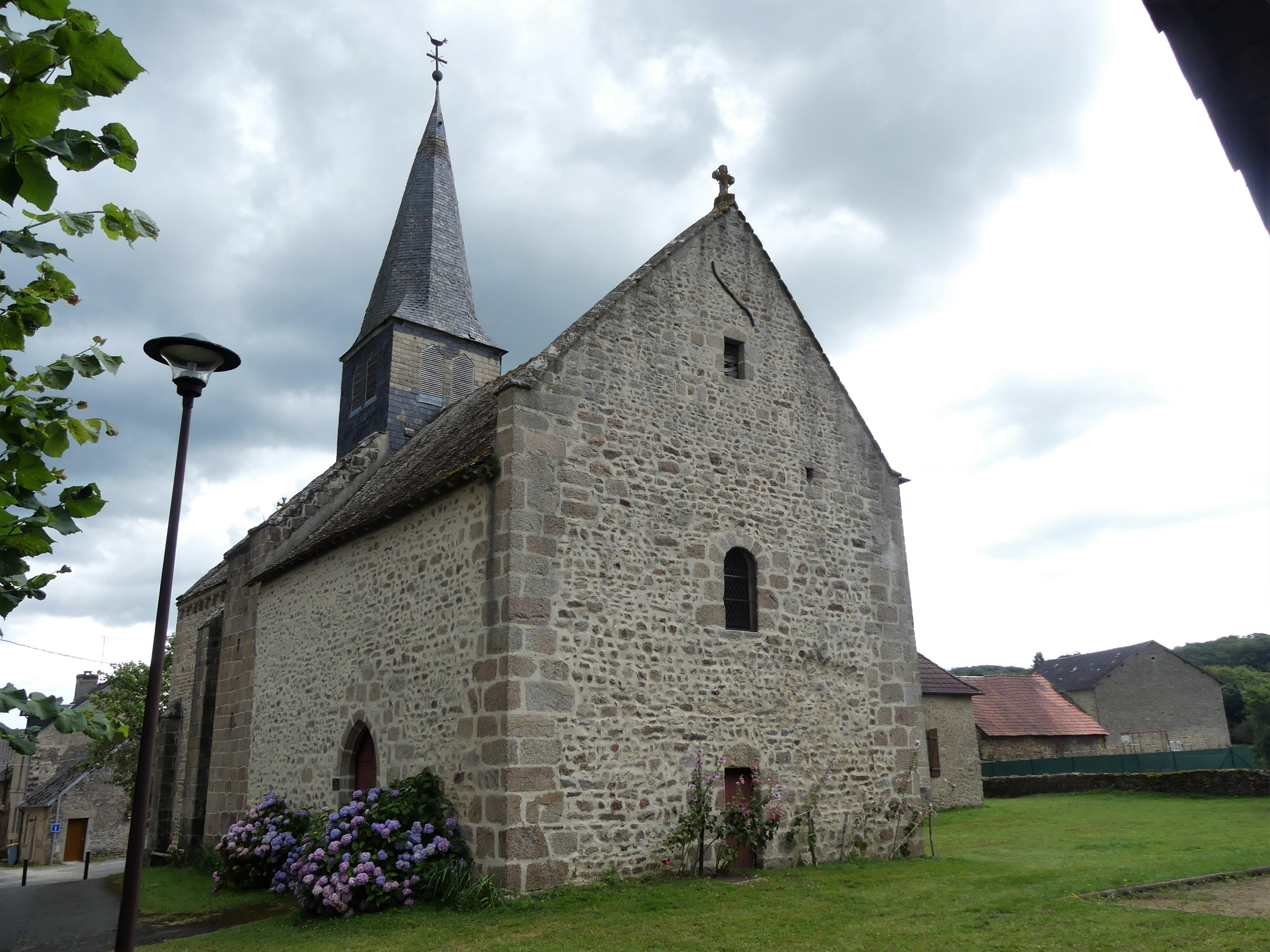
L'église Saint-Rémi vue du nord-ouest.
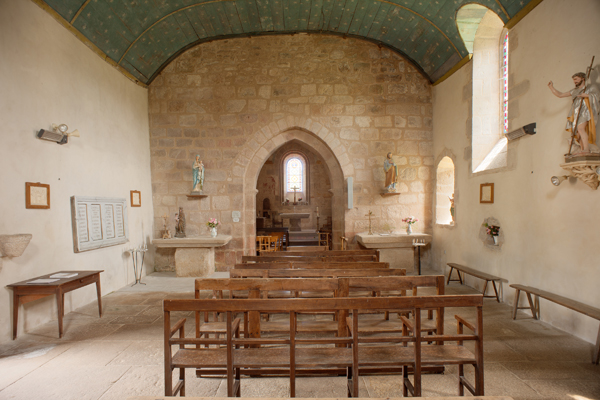
La nef.
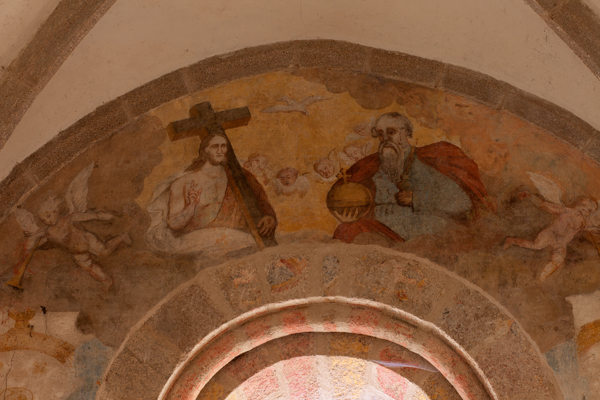
Les peintures du chœur.
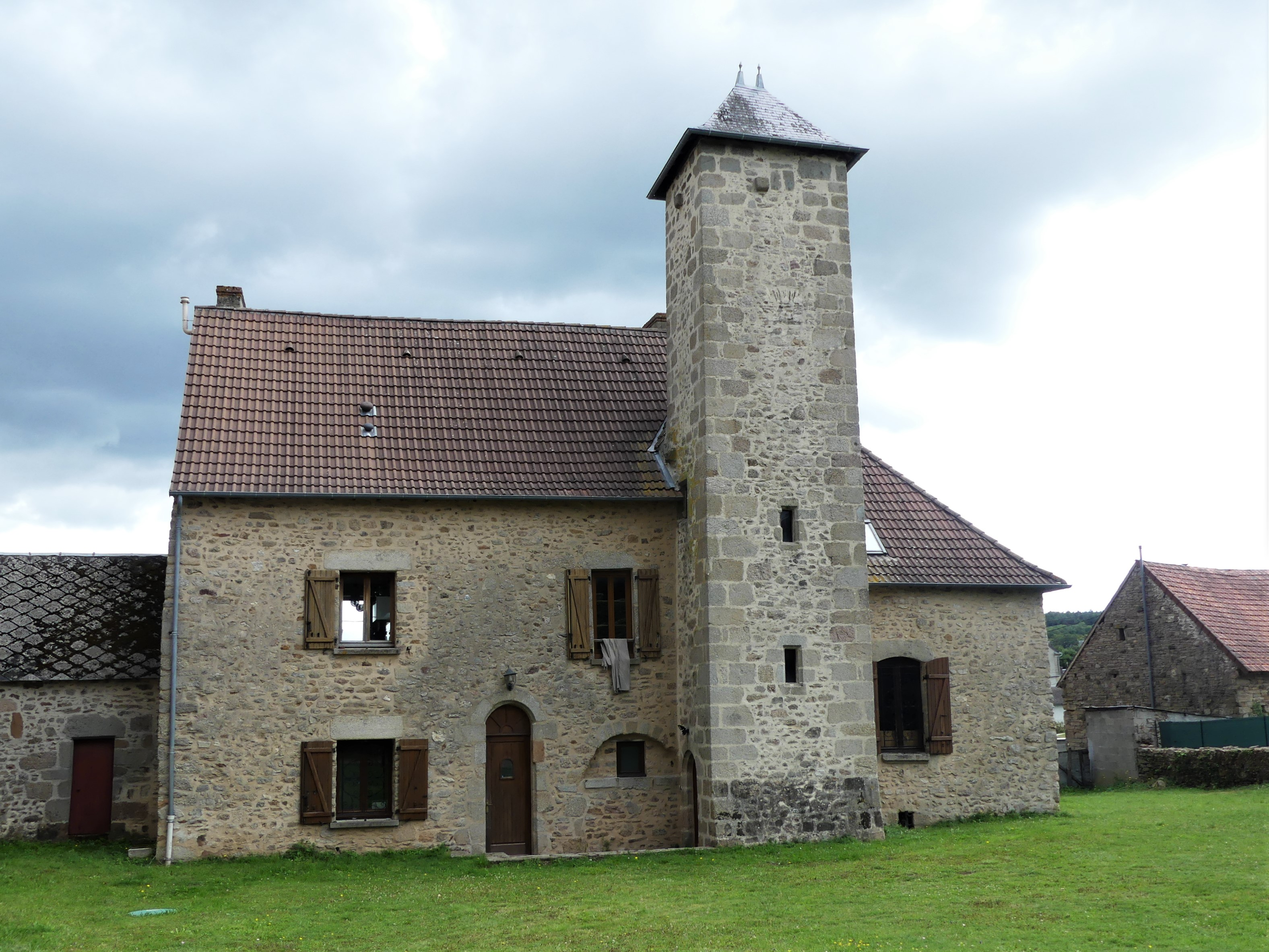
L'ancien presbytère.
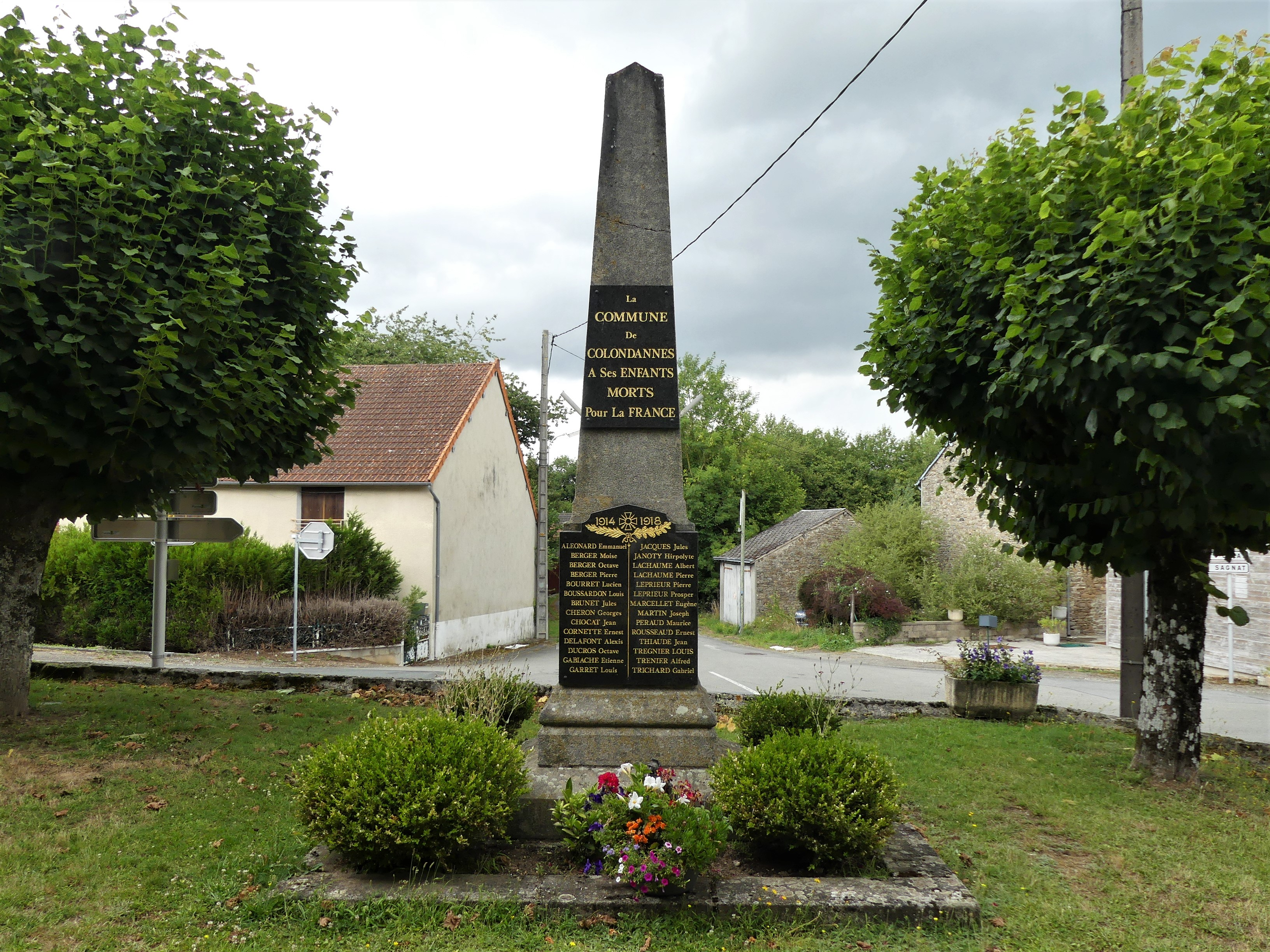
Le monument aux morts.

### Héraldique
| Blason de Colondannes | Blason  | D'azur à la bande d'or chargée de trois têtards couronnés de gueules, accompagnée en chef de la tour du lieu d'argent et en pointe de trois monts d'argent rangés en fasce et brochant l'un sur l'autre. DeviseSolum me tenet libertas (Seule m'oblige ma liberté)          |
| Blason de Colondannes | Détails | La tour carrée est le pigeonnier du prieuré local. Les trois monts sont les trois rochers des combes de la Cazine. Les têtards renvoient au surnom en patois des habitants du village : les tétaros « les têtards ». Création Armand Tessier, adoptée dans les années 1970. |

## Pour approfondir